# Denazé
Denazé település Franciaországban, Mayenne megyében. Lakosainak száma 184 fő (2022. január 1.). Denazé Athée, La Chapelle-Craonnaise, Craon, Pommerieux, Simplé és Prée-d’Anjou községekkel határos.

## Népesség
A település népességének változása:
| Lakosok száma | 242  | 195  | 153  | 159  | 153  | 154  | 162  | 159  | 164  | 184  |
|               | 1968 | 1982 | 1990 | 2006 | 2013 | 2015 | 2017 | 2019 | 2020 | 2022 |